# VodafoneZiggo
VodafoneZiggo Group B.V. és una empresa conjunta entre Liberty Global i Vodafone Group, anunciada el febrer de 2016, aprovada per la Comissió Europea l'agost de 2016 i finalitzada el desembre de 2016.
VodafoneZiggo té la seu a Utrecht, i controla tant Vodafone Netherlands, com Ziggo

## Lideratge
Després de la fundació, Jeroen Hoencamp va ser nomenat CEO de VodafoneZiggo des del 2016. Hoencamp va ser anteriorment CEO de Vodafone Ireland des del 2010. Va continuar sent conseller delegat a partir del 2019.
El 21 de maig de 2024, Vodafone Group i Liberty Global van anunciar el nomenament de Stephen van Rooyen com a conseller delegat de VodafoneZiggo, a partir del setembre de 2024. Van Rooyen, anteriorment CEO de Sky UK & Ireland, va succeir a Jeroen Hoencamp, quan aquest es va jubilar, amb Ritchy Drost com a conseller delegat interí fins que van Rooyen assumeixi el paper.